# 朴承振
朴承振（韓語：박승진，1941年1月11日—2011年8月5日），北韓足球員，曾代表該國出戰1966年世界杯，並在對智利的小組賽和對葡萄牙的八強賽中各取得一個入球。
據《平壤水族館》一書透露，由於朴承振在球隊擊敗意大利後在酒吧豪飲不止及與女子調情，因而被北韓政府視為「有產階級、反動的行為，是受到帝國主義和不良觀念腐化的後果」，在回國後就被送到耀德集中營。他在獄中由於被控偷鐵釘和水泥而被逮，並對警衛咆哮而被罰關禁閉室三個月。直到作者姜哲煥於1988年離開耀德集中營後，朴承振依繼續關在營中，而且身體大不如前。
然而，在2002年的纪录电影《他们一生的比赛》中，朴承振和其他队友均以正常人的身份出现在纪录片中，其精神状态大体正常。不仅如此，朴本人和其他球员接受采访时否认有任何处罚。

## 資源來源
1. ↑  《平壤水族館》中文版 P.127-128
2. ↑  MacLeod, Calum. . The Independent. November 12, 2001  [2021-09-19]. （原始内容存档于2017-07-01）.
3. ↑  Demick, Barbara. . Los Angeles Times. June 22, 2002  [2021-09-19]. （原始内容存档于2016-03-07）.